# Mijat Tomić
Mijat Tomić (* um 1610 in Gornji Brišnik bei Tomislavgrad, Sandschak Herzegowina, Osmanisches Reich; † um 1656 in Doljani bei Jablanica, Herzegowina) war ein Heiducke in Bosnien und Herzegowina. Als solcher war er besonders in der Herzegowina um die Gegend von Županj-Potok (heute: Tomislavgrad) aktiv, überfiel und plünderte häufig osmanische Karawanen und verteilte die Beute oft an Bedürftige. Er gilt daher vor allem bei den Kroaten der Herzegowina, als Held des Freiheitskampfes gegen die osmanische Herrschaft. So wird er in den Liedern des Guslars Željko Šimić besungen und es werden Bücher über in veröffentlicht.

## Leben

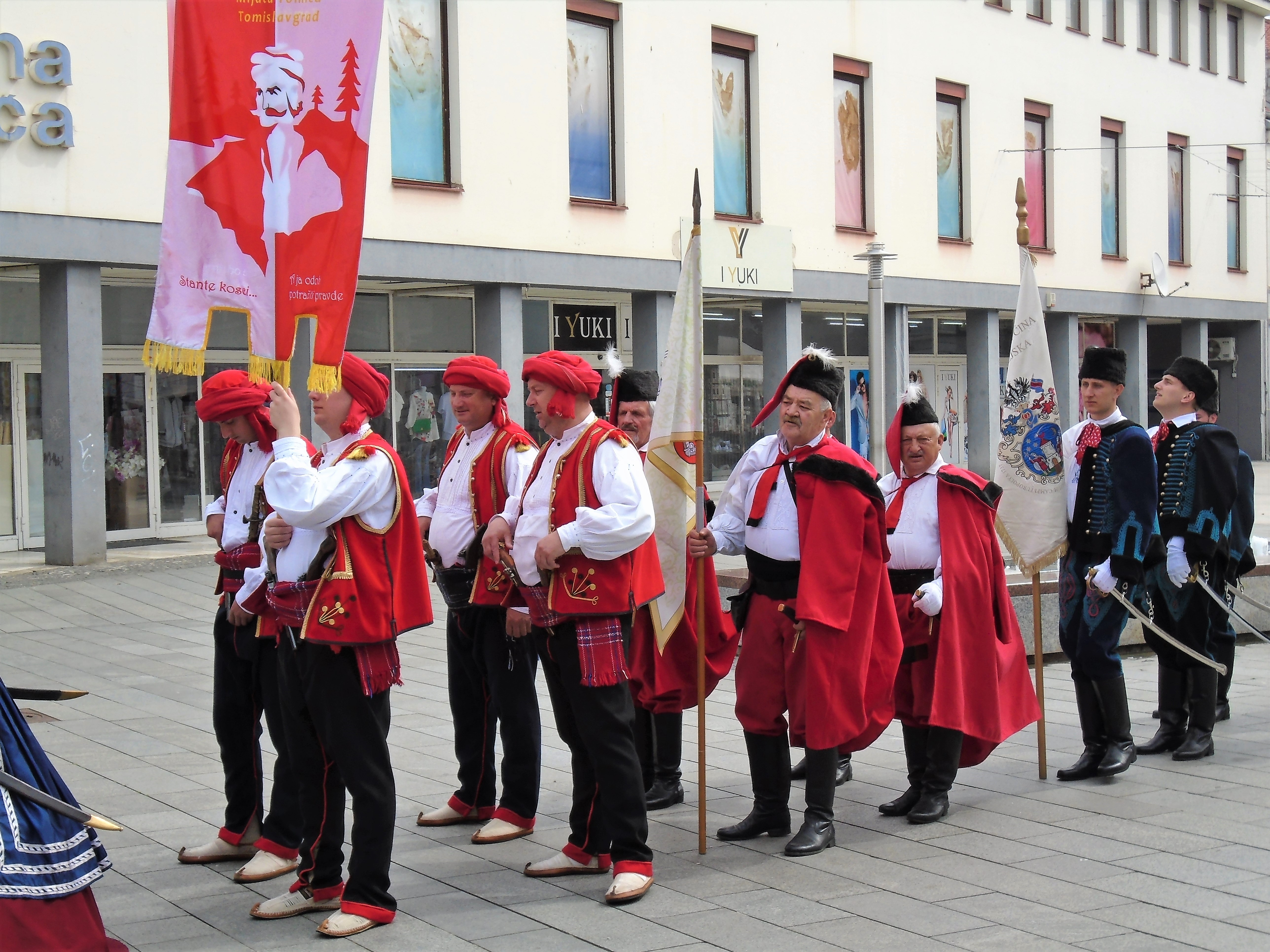
Vier Mitglieder (links im Bild) der „Hajduk-Kompanie von Mijat Tomić“, einer historischen Militäreinheit aus Tomislavgrad, Bosnien und Herzegowina, bei der Feier des Tages der Gespanschaft Međimurje (30. April 2023) in Čakovec, Kroatien

Das erste Dokument über ihn, stammt aus dem Jahr 1640 und beschreibt sein Eintreten in das Heiduckenleben. Tomić wuchs in seinem Geburtsort Gornji Brišnik auf und hatte zwei Brüder und zwei Schwestern. Seine Schwester Manda war die Mutter seines Gefährten, des Hajduken Mali Marijan (Kleiner Marijan), auch Marianko genannt. Tomić wurde von seinem Onkel Niko (väterlicherseits) aufgezogen, da er früh die Eltern verlor. Er verließ jung seinen Onkel, um bis zu seinem 20. Lebensjahr für den Beg Kopčić Schafe zu hüten. Sein mutmaßliches Grab liegt auf dem Friedhof von Doljani. Sein Grabstein, ein Stećak, wurde 1937 mit einer Gedenktafel versehen.

## Heldenlieder
Wie Tomić danach ein Hajduk wurde, beschreibt das, mit der Gusle zu begleitende, epischen Heldenlied Die geplünderte Begovica:
Mähder sammelt der Kopčić Verwalter,

Hundert Mähder und zweihundert Häusler

Und dann redet er zu ihnen also:

„Welcher morgen kommt nach Sonnenaufgang

Dem laß ich dreihundert Prügel geben,

Ihn ins unterste Gefängnis werfen,

Laß ihn auch nicht frei aus dunklem Kerker;

Oh, der Beg nicht aus dem Felde kehret,

Und er kehrt nicht unter sieben Jahren.“

Ob der Red' erschrocken sich alle Mähder

Und vor Tage sind sie aufgestanden,

Doch verspätet sich der Tomić Mijat,

Trägt auf seinem Arm die lange Flinte,

In der Hand die Sense sammt dem Schleiffstein,

Zu ihm redet der Kopčić Verwalter:

„Weißt Du, Mijat, was ich gestern sagte,

Will's bei meinem Glauben auch vollziehen!

Lasse Dir dreihundert Prügel geben,

Dich ins unterste Gefängnis werfen,

Frei nicht wirst Du bis der Murat Beg kommt,

Und er kommt nicht unter sieben Jahren.“

Als der Tomić Mijat dieses hörte,

Warf er in das grüne Gras die Sense,

Flüchtete sich in die weite Waldung

Und dort trat er auf als kühner Räuber,

Weilet nun so lang im grünen Walde

Bis er sammelt einige Gefährten.
Auch sein Tod und die Rache seiner Gefährten wird in dem solchen Heldenlied, mit dem Titel Das Strafgericht der Haiduken beschrieben:
Inzwischen trifft in Bosnien ein großherrlicher Ferman ein,

der auf Mijat's Kopf drei Beutel Goldes und drei schöne Spahi-

liks zum Preise aussetzt. Zwar, als der Ferman verkündigt ward,

that man, als höre man nichts, und sprach von anderen Dingen,

so furchtbar war Mijat den Türken; doch endlich tritt ein arabi-

scher Hauptmann auf und verspricht, den Mijat, dem er einst

befreundet, auszuliefern. Er ergreift seinen Damascenersäbel und

seine lange Flinte, besteigt sein geschwindes Roß und eilt in die

Schluchten, den Geächteten aufzuspüren. Unterwegs trifft er den

Knees Elias, der aus der Stadt zurückkehrt mit zwei Lasten

Weins. „Hast Du, fragt der Schwarze, diesen Vorrath zu

einem Trauer- oder Festmahl angeschafft?“ „In meinem Hause

ist nicht Trauer, entgegnet Elias, sondern Freude, denn diesen

Abend wird Mijat mit seinen dreißig Gefährten bei mir speisen.“

„In Allahs Namen!“ ruft der Araber aus, „lieferst Du den

großen Haiduken in meine Hände, auf daß das Haupt ich ihm

vom Rumpfe trenne, so erhältst drei Beutel Goldes Du zum

Lohne.“ Der Knees nimmt den lockenden Antrag an und be-

stellt den schwarzen Araber zur Nachtmahlsstunde in sein Haus;

drauf scheiden sie und Elias kehrt in's Dorf zurück.

Als Mijat seinen Gevatter in's Gehöfte einziehen sieht, eilt

er ihm entgegen und späht nach dem Pulversack; doch gewahrt

er nur Schläuche mit Wein gefüllt, und der Knees erklärt ihm,

daß er im Bazar nur schlechtes Pulver gefunden, was kein Hai-

duk gebrauchen könne. Arglos setzen am Abend die Freunde sich

zur Tafel, und jubelnd trinket Mijat, als ihm plötzlich Thränen

auf die Stirn herniederträufeln und er die Gevatterin, die ihm

einschenkt, weinend hinter sich erblickt. „Holde Marina, ruft

er, warum diese Thränen? Glaubst Du vielleicht, ich werde Dir

nicht Deine Pflege und Heilungskosten bezahlen?“ „O,“

erwidert Marina, „ich verlange keine Zahlung für Pflege und

Unterhalt; ich weine nur beim Gedanken an unsere Trennung

und weil furchtbares Leid Dir bevorsteht, denn Elias hat Dich

an den Araber verrathen.“ Bei diesen Worten blickt Mijat

nach der Thür um, aber im nämlichen Augenbick tritt der schwarze.

Hauptmann ein, und strecken Flintenschüsse den armen Haiduken

nieder.

Nur Mijats Neffe, Marianko, entkommt bewaffnet

durchs Fenster und schießt im Gebirge sein Gewehr los.

[…] Stracks nun steigen die Haiduken hinab, doch sie finden nur Marianko schwer

verwundet, der erzählt den Verrath des Kneesen von Bobowo und

wie der Araber und seine türkischen Söldner sich in Elias's Kula

an leckerem Weine laben. Scherawitza beweint mit heißen Thränen

Mijat's Tod und alle Haiduken stimmen dumpfe Trauerklagen an;

alle brennen sie vor Begierde, ihren unglücklichen Gefährten zu

rächen, und stellen sich ohnweit des Dorfes in dem blutigen Eng-

paß auf, wo der Türken Weg hindurchführt. Bald erscheinen

diese, an ihrer Spitze der schwarze Araber mit Mijat's Haupt.

Bei diesem Anblick legt Scherawitza, von herbem Schmerz er-

griffen, auf den Hauptmann an und trifft ihn mitten in's Herz.

Drauf feuern auch die dreißig Haiduken los und dreißig Türken

sinken todt zu Boden; nun ziehn die Sieger in Bobowo ein, ver-

schonen zwar die brave, treue Marina, aber stürzen wüthend über

den treulosen Kneesen her, hauen Arm und Bein ihm ab, reißen

ihm Zähne und Augen aus und verbrennen ihn dann lebendig

in seiner Kula. Solch ein Lohn ward dem Verräther.

## Sonstiges
Im Bosnienkrieg trugen mehrere kroatische Militäreinheiten des HVO seinen Namen (z. B. die Brigada Herceg-Stjepan 3. bojna Jablanica „Mijat Tomić“ und Postrojba posebnih namjena Doljani „Mijat Tomić“).